# Szlak wolnościowy
Szlak wolnościowy – kategoria szlaku turystycznego, znakowana w Polsce od końca lat 50. do połowy lat 80. XX wieku.
Szlaki wolnościowe w założeniu upamiętniały swoim przebiegiem miejsca, w których toczyły się walki o wyzwolenie narodowe i rozumianą w duchu ówczesnej ideologii równość społeczną, jak również osoby będące bohaterami takich walk. Posiadały oznakowanie różne od tradycyjnych szlaków pieszych, mianowicie znakowano je dwoma paskami czerwonymi, pomiędzy którymi umieszczano pasek biały. Po likwidacji szlaków wolnościowych musiały one zostać podzielone na odcinki w różnych barwach, dla uniknięcia krzyżowania się szlaków w tym samym kolorze.
Przykładowe szlaki wolnościowe:
- Szlak Lenina (w Tatrach)[1],
- Szlak im. gen. Karola Świerczewskiego (w Bieszczadach)[2],
- Szlak Artyleryjski i Szlak Wyzwolenia im. gen. Pawła Batowa (na Pomorzu)[3],
- szlak Tomaszów Lubelski – Hrebenne (na Roztoczu)[4].